# Karkonoska Akademia Nauk Stosowanych
Die Karkonoska Akademia Nauk Stosowanych (kurz: KANS; deutsch Riesengebirgsakademie für angewandte Wissenschaften) ist eine polnische, staatliche Hochschule in Jelenia Góra.

## Geschichte
Die Hochschule wurde am 1. Juli 1998 als Kolegium Karkonoskie gegründet. Minister Mirosław Handke ernannte den Chemiker Tomasz Winnicki zum ersten Rektor. Ab 2010 hieß die Schule Karkonoska Państwowa Szkoła Wyższa w Jeleniej Górze. Die deutsche Übersetzung Staatliche Riesengebirgshochschule in Hirschberg wird teilweise heute noch für die Schule verwendet.
Seit 2022 hat sie den heutigen Namen.

## Campus
Der Hauptcampus befindet sich im nordwestlichen Teil der Stadt auf der rechten Seite der Bober. Nördlich wird das Gelände durch die Bahnstrecke Jelenia Góra–Kořenov begrenzt.

## Fakultäten
- Fakultät für Gesellschaftswissenschaften (Wydział Nauk Humanistycznych i Społecznych)
- Fakultät für Medizin und Technik (Wydział Nauk Medycznych i Technicznych)